# U–45
A VIIB típus U–45 tengeralattjárót a német haditengerészet rendelte a kieli F. Krupp Germaniawerft AG-tól 1936. november 21. A hajót 1938. június 25-én állították szolgálatba. Két harci küldetése volt, amely során két hajót süllyesztett el.

## Pályafutása
Az U–45 első őrjáratára közvetlenül a második világháború előtt, 1939. augusztus 9-én futott ki Kielből, kapitánya Alexander Gelhaar volt. A brit szigetek környékén cirkált, majd 1939. szeptember 15-én visszaérkezett németországi bázisára. Második, utolsó útjára október 9-én indult. Öt nappal később Írországtól 345 kilométerre délnyugatra megtámadta a hadihajók kísérete nélkül haladó KJF–3 konvojt. A brit Lochavont és a francia Bretagne-t elsüllyesztette. Harmadik torpedója, amelyik a brit Karamea felé tartott, még a célba érés előtt felrobbant.
A támadások után négy brit romboló – HMS Inglefield, HMS Ivanhoe, HMS Intrepid és HMS Icarus – eredt az U–45 nyomába, és mélységi bombákkal elpusztította. A fedélzetén tartózkodó 38 tengerész meghalt.

## Kapitány
| Név               | Kezdőnap         | Zárónap           |
| ----------------- | ---------------- | ----------------- |
| Alexander Gelhaar | 1938. június 25. | 1939. október 14. |

## Őrjáratok
| Indulás | Indulónap           | Érkezés | Zárónap              |
| ------- | ------------------- | ------- | -------------------- |
| Kiel    | 1939. augusztus 14. | Kiel    | 1939. szeptember 15. |
| Kiel    | 1939. október 9.    | *       | 1939. október 14.    |

* A hajó nem érte el úti célját, elsüllyesztették

## Elsüllyesztett hajók
| Dátum             | Hajó neve | Nemzetisége        | Brt    | Konvoj |
| ----------------- | --------- | ------------------ | ------ | ------ |
| 1939. október 14. | Lochavon  | Egyesült Királyság | 9205   | KJF–3  |
| 1939. október 14. | Bretagne  | Franciaország      | 10 108 | KJF–3  |